# Dornier Do 28
Le sigle Do 28 a été attribué à deux modèles fondamentalement différents : l’appareil polyvalent Do 28 A/B (construit en 1959) et le Do 28 D ’’Skyservant’’ (1966).

## Dornier Do 28 A/B

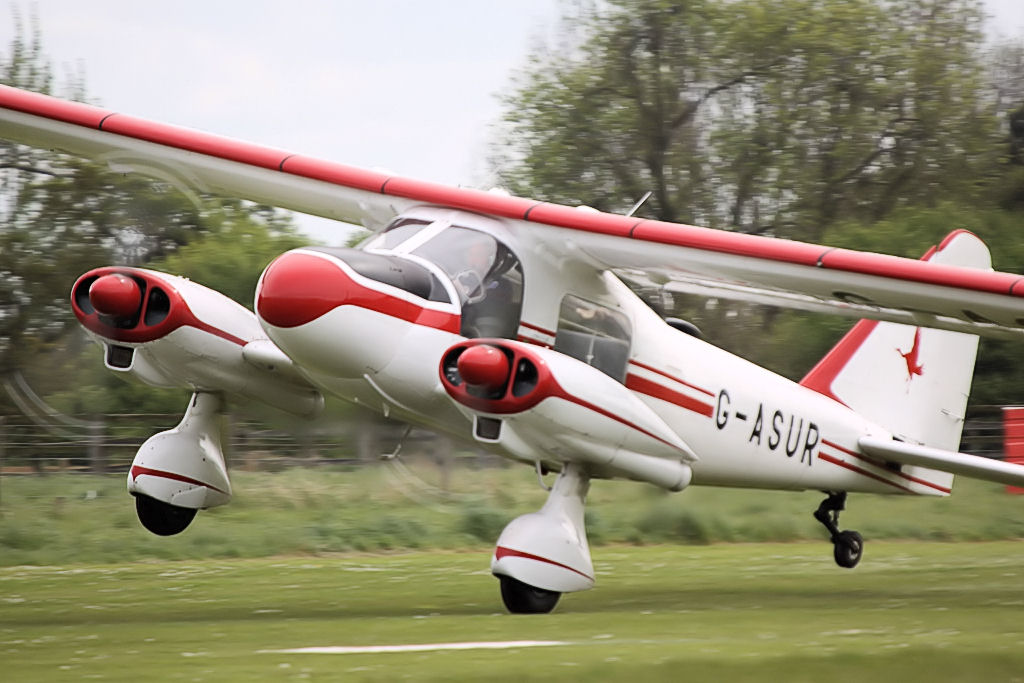
Dornier Do 28A-1

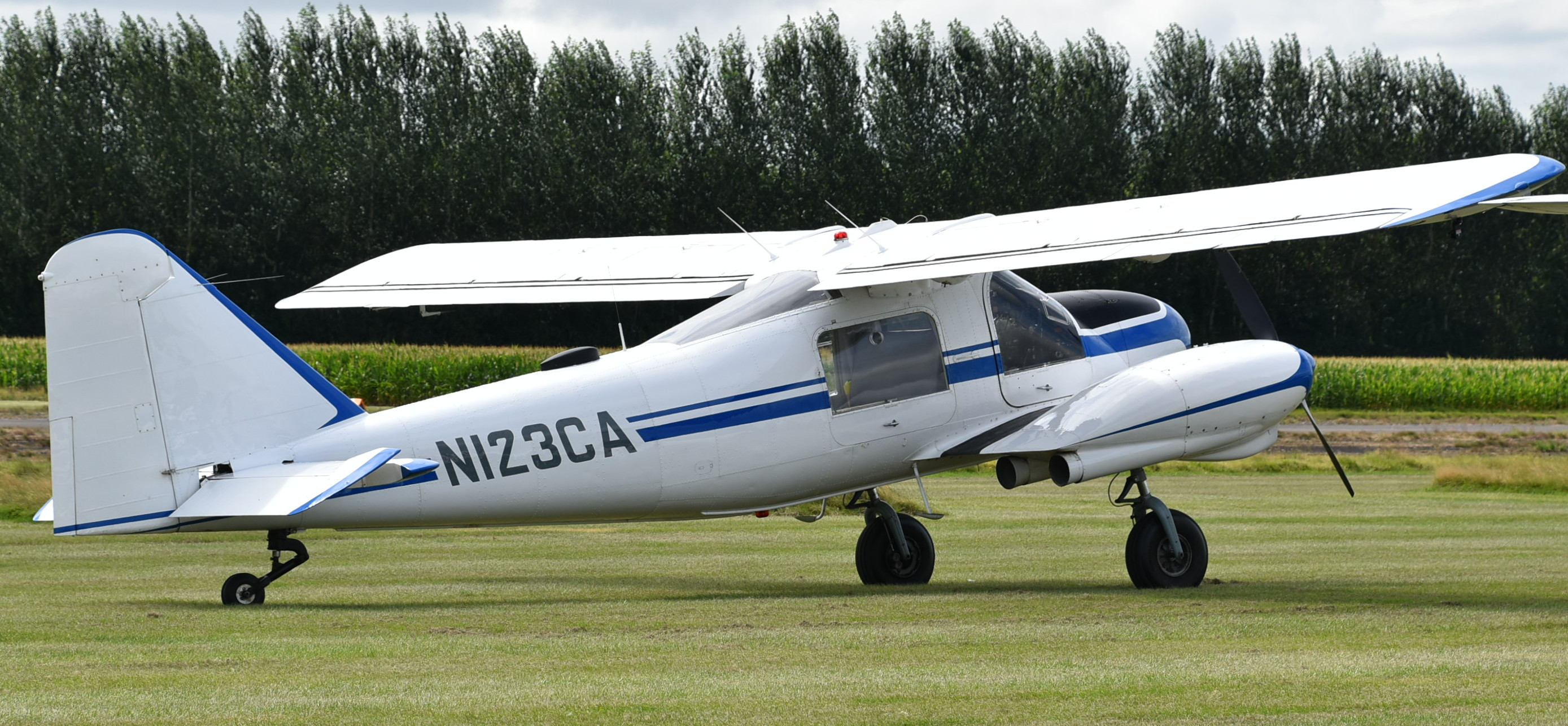
Dornier Do 28A-1

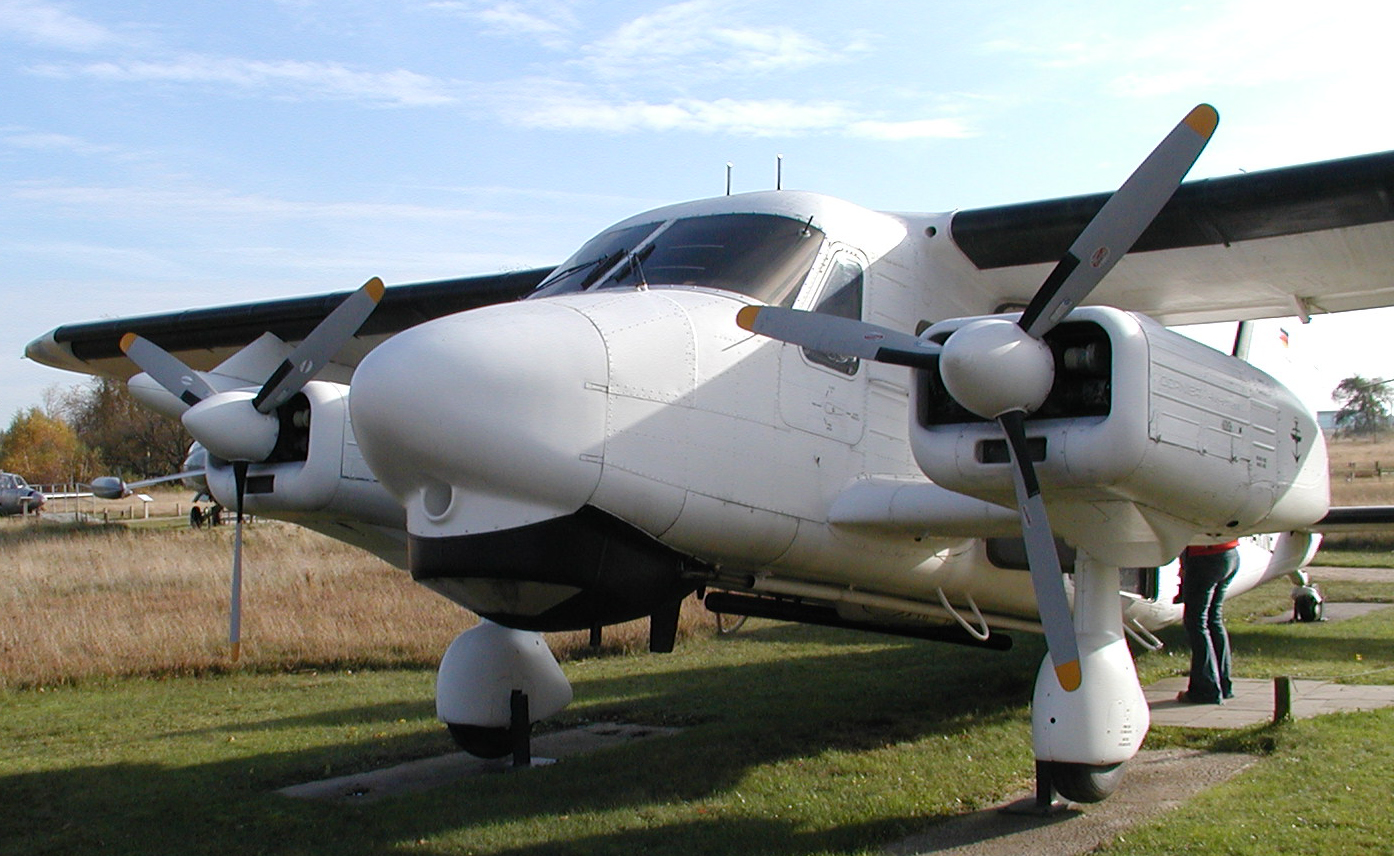
Dornier Do 28 D-2 OU SKYSERVANT "Öl-Do's"

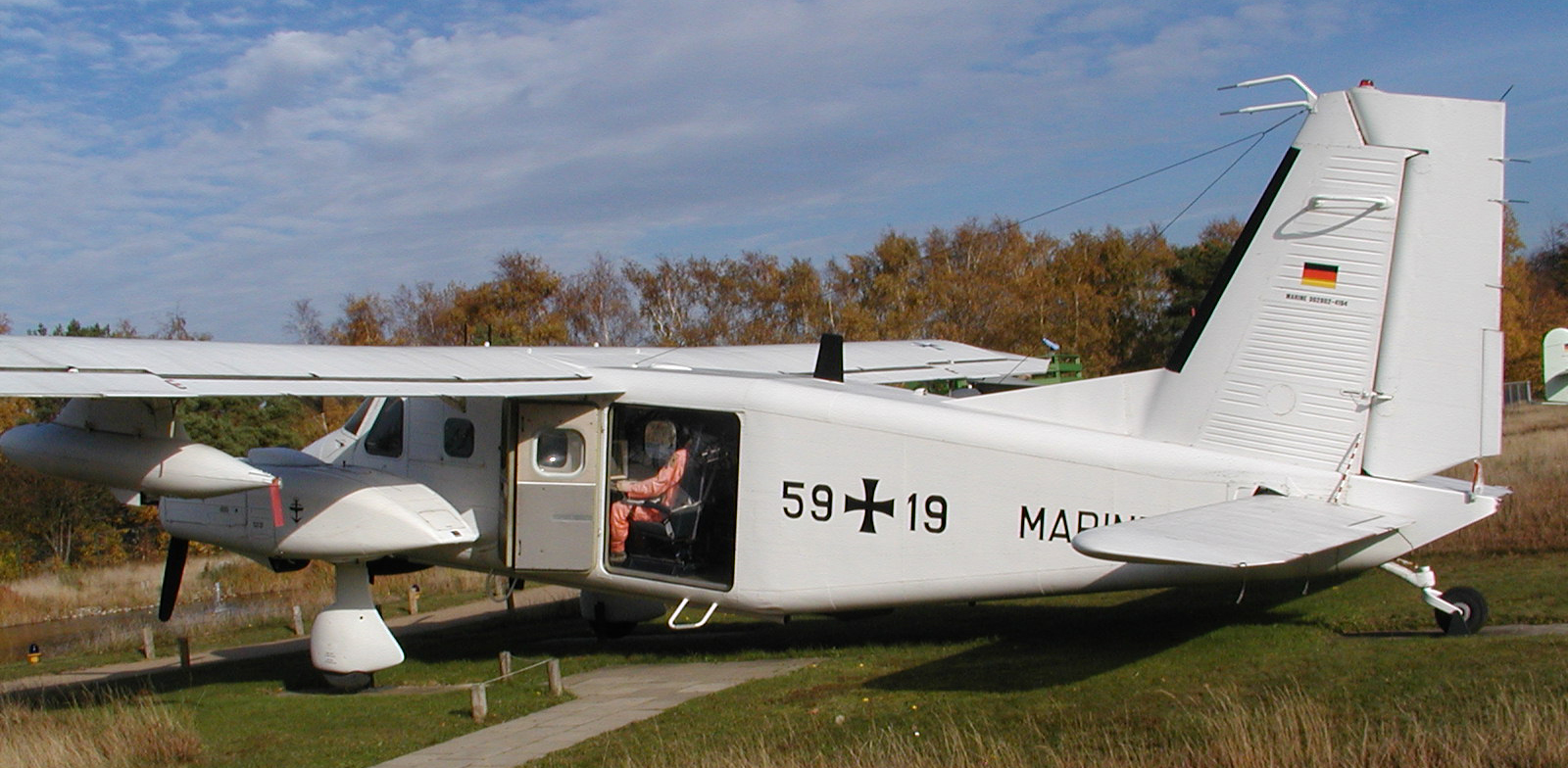
Dornier Do 28 D-2 OU SKYSERVANT "Öl-Do's"

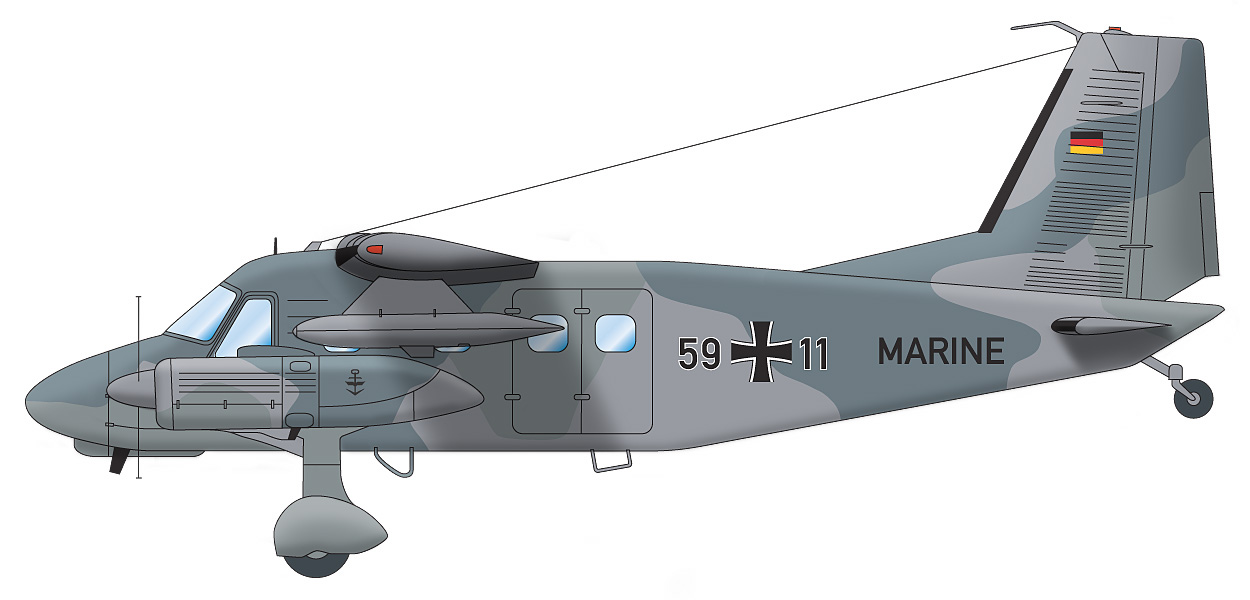
Dornier Do 28 D-2 SKYSERVANT

Le bimoteur Do 28 a été développé vers la fin des années 1950 sur la base du monomoteur Do 27. Il était conçu comme monoplan à ailes hautes reprenant la voilure et les dispositifs hypersustentateurs ainsi que la partie arrière de la cabine (accueillant 6 personnes) et l’empennage du Do 27. Les deux moteurs Lycoming ainsi que les jambes du train d’atterrissage principal caréné étaient fixés sur des ailettes basses. Tout comme le Do 27, le Do 28 se distinguait par sa vitesse de croisière élevée, ses excellentes qualités de vol à basse vitesse et ses caractéristiques ADAC sur pistes sommairement préparées. Le premier vol du Do 28 A équipé de deux moteurs Lycoming O-540 de 255 ch et d’hélices bipales eut lieu le 20 mars 1960 à Oberpfaffenhofen.
Le Do 28 B possédait, lui, des moteurs Lycoming IO-540 de 290 ch et des hélices tripales.
Le Do 28 C fut une version à huit places équipée de deux turbopropulseurs de 560 ch sur l’arbre dont le développement ne fut pas achevé.
Un total de 120 appareils de type Do 28 A et B furent réalisés. Certains appareils volent encore en Afrique et en Amérique du sud.

## Dornier Do 28 DSkyservant
Bien que la désignation Do 28 D puisse laisser penser qu’il s’agit d’une simple évolution de la série des Do 28, ceci est faux. Cet appareil n’a en commun avec les modèles Do 28 A et B que la forme extérieure et la conception de la voilure. Le reste est entièrement reconçu à partir de zéro. Le fuselage et les nacelles des moteurs étaient parallélépipédiques. L’objectif était de réaliser un appareil robuste, de conception simple, facile à charger et à réparer pour les conditions de mise en œuvre particulièrement éprouvantes. De 1971 à 1974, 121 Dornier Do 28 D-2 SKYSERVANT ont été fabriqués à Oberpfaffenhofen pour la Bundeswehr et utilisés jusqu’à leur remplacement par le Dornier 228-LT (en 1994) essentiellement comme appareil de transport et de liaison. 20 appareils ont été livrés à la Marine allemande, dix ont servi à partir de 1978 pour la surveillance aérienne de l’espace maritime, équipés de réservoirs supplémentaires fixés sous les ailes (photo). Il était très bruyant et fut suivi d’une version à turbines (Dornier 228) plus moderne et silencieuse. Ce modèle avait déjà la voilure du Dornier 228 et devint le prototype du Dornier 228. 
Entre la mise en service et le retrait du service ou la vente des derniers appareils, il n’y eut que 3 accidents en 20 ans au cours desquels deux avions de la Luftwaffe et un de la Marine furent détruits. 
Le type fut vendu dans 30 pays et continue de voler dans certains. Il fut construit en plus de 150 exemplaires.
En plus de son équipage de deux pilotes, il pouvait emporter jusqu’à 12 passagers.
La Turquie a reçu en plus des versions de transport deux appareils en version SIGINT baptisés ’’Anadolu’’ (Anatolie)
L’appareil en blanc sur la photo était l’appareil de l’escadre de l’aviation de Marine (’’Marinefliegergeschwader’’) 5 destiné à la surveillance maritime, notamment à la recherche de traces d'hydrocarbures. En 1984 et 1985, le ministère allemand des Transports finança la modification de deux appareils chargés de traquer les navires pollueurs en Mer du Nord et en Mer Baltique. Surnommés par les pilotes allemands „Öl-Do“ (Dornier chercheur de pétrole), ils se distinguaient de la version courante par une antenne radar latérale (SLAR) fixée sous le poste de pilotage, derrière le radome noir. 
Ces deux appareils furent envoyés en Iraq lors de la première guerre du Golfe en 1991 pour y effectuer diverses missions. 
Ils furent remplacés en 1995 par des Dornier 228 LM. Lors des crues catastrophiques des fleuves Oder en 1997 et Elbe et 2002, leurs senseurs modernes permirent de détecter les points faibles des digues.
Au cours de plus de 18 000 heures de vol depuis le début des missions de reconnaissance en 1986 jusqu’en septembre 2002, plus de 2900 cas de pollution ont pu être détectés par les "Öl-Do" et 300 pollueurs furent identifiés. 
Ces avions sont exposés au musée AERONAUTICUM de Nordholz près de Cuxhaven en Allemagne.

## Fiche technique
|                                | Dornier Do 28 A/B                                   | Dornier Do 28 D-2 OU SKYSERVANT                       |
| Paramètres                     | Valeurs                                             | Valeurs                                               |
| ------------------------------ | --------------------------------------------------- | ----------------------------------------------------- |
| Longueur                       | 9,2/9 m                                             | 11,41 m                                               |
| Envergure                      | 13,8 m                                              | 15,55                                                 |
| Hauteur                        | 2,8 m                                               | 3,90                                                  |
| Motorisation                   | 2 moteurs Lycoming IO-540 6 cylindres de 255/290 ch | 2 moteurs Lycoming IGSO-540-A1E 6 cylindres de 308 ch |
| Vitesse maxi                   | 280/302 km/h                                        | 320 km/h                                              |
| Distance franchissable normale | 1115/1780 km                                        | 2965 km                                               |
| Equipage/sièges passagers      | 2 / 4                                               | 3                                                     |
| Plafond opérationnel           | 5900/ 6300 m                                        | 7680 m                                                |
| Masse totale                   | 2450/2670                                           | 4150 kg                                               |